# Carlos Luz
Carlos Coimbra da Luz (Três Corações, 4 de agosto de 1894 – Rio de Janeiro, 9 de fevereiro de 1961) foi um advogado, professor, jornalista e político brasileiro. Foi o presidente do Brasil de 8 a 11 de novembro de 1955, tendo se tornado, deste modo, o presidente do Brasil que ocupou a cadeira presidencial por menos tempo: apenas três dias.
Luz se formou em meados de 1915 em Direito, sendo nomeado mais tarde delegado de polícia e, oito anos depois, vereador da cidade de Leopoldina. Em 1934, elegeu-se deputado federal pelo Partido Progressista (PP), e foi mais tarde nomeado para o conselho administrativo da Caixa Econômica Federal por Getúlio Vargas. Eventualmente, tornou-se vice-presidente e depois presidente da instituição. Foi empossado como ministro da Justiça em janeiro de 1946 por Eurico Gaspar Dutra. No ano seguinte, Carlos Luz foi o único candidato eleito para a Câmara dos Deputados, pelo Partido Social Democrático (PSD). Tornou-se no mesmo ano diretor-presidente do Banco Ribeiro Junqueira.
Em fevereiro de 1955, Carlos Luz foi eleito presidente da Câmara dos Deputados. Em novembro, o presidente Café Filho ficou inativo por motivo de doença. Assim, Carlos Luz, como presidente da Câmara dos Deputados, seria seu sucessor legal, e foi empossado em 8 de novembro. Entretanto, após acusações de conspiração contra a posse do eleito Juscelino Kubitschek, sofreu um impeachment três dias depois. Após isso, Luz teve baixa participação na política. Morreu no Rio de Janeiro em 9 de fevereiro de 1961.

## Início de vida, presidência da Câmara Municipal e deputado federal
Carlos Coimbra da Luz nasceu em Três Corações, Minas Gerais, no dia 4 de agosto de 1894. Foi filho do juiz de direito, e depois desembargador, Alberto Gomes Ribeiro da Luz, e de Augusta Coimbra da Luz. Seus estudos básicos foram concluídos no Ginásio de Lavras em 1910, na cidade de Lavras. Em 1911, foi para Belo Horizonte cursar na Faculdade Livre de Direito de Minas Gerais, e se formou quatro anos depois; neste período, foi secretário do Conselho Superior de Instrução Pública de Leopoldina e, em 1915, do Conselho Estadual.
Pouco após se formar, foi nomeado delegado de polícia da cidade, bem como professor de geografia, coreografia e cosmografia da Escola Normal da cidade. Em 1918, deixou a primeira função para tornar-se inspetor escolar e promotor da comarca local, atividades que novamente abandonou dois anos depois para dedicar-se à advocacia e ao jornalismo. Nesta época, casou-se com Maria José Dantas Luz, com quem teve dois filhos, morrendo poucos anos depois.
Foi o redator e diretor da Gazeta de Leopoldina em 1920. Em 3 de dezembro de 1922, Carlos Luz foi eleito vereador em Leopoldina e, no dia primeiro do ano seguinte, foi eleito presidente na Câmara Municipal. Mais tarde, assumiu a prefeitura da cidade, com mandato de três anos. Em 1924, deixou a Escola Normal. Luz foi reeleito prefeito três anos depois. Em uma data desconhecida, ficou por um longo tempo em Belo Horizonte, voltando à cidade em 10 de fevereiro de 1927. Durante esse tempo, o coronel Olivier Fajardo ficou como presidente da Câmara.
Luz ficou no cargo de prefeito até 1932, mas foi afastado por um curto período devido à Revolução de 1930. Durante esse período, casou-se com Graciema Junqueira da Luz, pertencente a uma "poderosa família" do interior mineiro: o deputado federal José Monteiro Ribeiro Junqueira, tio de Graciema, era o homem mais importante da cidade, proprietário de várias companhias e dono do jornal Gazeta de Leopoldina e do Ginásio Leopoldinense. Com Graciema, Luz teve outros dois filhos.
Em 9 de setembro de 1932, foi nomeado secretário da Agricultura, Viação e Obras Públicas de Minas Gerais, governada por Olegário Maciel. Após sua morte em setembro no ano seguinte, Luz foi mantido no cargo pelo interventor interino, Gustavo Capanema. Em 15 de dezembro, Benedito Valadares assumiu a interventoria, nomeando Carlos Luz para o cargo de secretário do Interior. Luz substituiu Valadares esporadicamente ao longo de 1934, sempre por um dia, em despachos rotineiros da interventoria. Em 14 de outubro de 1934, elegeu-se deputado federal de Minas Gerais, pelo Partido Progressista (PP). Deixou seu cargo no governo do estado em 31 de janeiro do ano seguinte, iniciando seu mandato em 3 de maio.

## Presidência da Caixa Econômica Federal e Ministro da Justiça

Carlos Luz, então presidente da Caixa Econômica Federal

Devido à dissolução da Câmara com o golpe que implantou o Estado Novo, em 1937, Carlos Luz foi nomeado por Getúlio Vargas para o conselho administrativo da Caixa Econômica Federal, cuja Carteira Hipotecária passou a dirigir a partir de 25 de novembro. Em dezembro do ano seguinte, foi eleito vice-presidente da instituição, e mais tarde presidente, em julho de 1939. Ele também se tornou membro do conselho e diretor da Companhia de Seguros Minas-Brasil. Após se tornar presidente da instituição, passou a integrar o Conselho Superior das Caixas Econômicas Federais. Foi reeleito para o cargo em novembro de 1942, permanecendo até fevereiro de 1946.

Estou satisfeitíssimo. É um grande conforto a gente chegar vitorioso ao fim de uma campanha como essa em que nos empenhamos na defesa do general Dutra, hoje finalmente proclamado chefe da nação. Na qualidade de ministro do seu governo, o que posso dizer é que, neste momento, estou sentindo grande contentamento.

—Carlos Luz, 29 de janeiro de 1946.
Em uma convenção realizada em 8 de abril de 1945 para fundar a seção mineira do Partido Social Democrático (PSD), Carlos Luz foi eleito membro da comissão executiva estadual da agremiação, assim como 24 outros políticos, ligados a Vargas. Também foi aprovada a candidatura à presidência do então ministro da Guerra Eurico Gaspar Dutra, que Luz fortemente apoiou. Carlos Luz foi eleito deputado à Assembleia Nacional Constituinte por Minas Gerais, obtendo 24 895 votos, mas não ocupou o cargo pois foi convidado por Dutra, que ganhou as eleições, para ocupar a pasta da Justiça do novo governo, sendo empossado em 31 de janeiro de 1946.
Uma das primeiras medidas de sua gestão como ministro da Justiça foi proibir os jogos de azar no país, sancionada pelo presidente Dutra em 30 de abril seguinte. Ainda no início do cargo, Carlos Luz foi acusado de criar "um clima de pressões e intimidações" que repercutiu na Assembleia. Dois dias após o começo da votação em plenário dos artigos e títulos da Constituição, em 15 de agosto, Carlos Luz mandou apreender edições do jornal comunista Tribuna Popular, do Rio de Janeiro, proibindo sua circulação até o fim do mês. Esta medida foi contestada por vários parlamentares.
No dia 23 de agosto, aproximando-se da votação do texto final da Constituição, foi proibida por Carlos Luz a realização de comícios em todo o Brasil. Comunistas denunciaram no fim do mês que uma manifestação de estudantes secundaristas, ocorrida no Rio, havia sido usada pela polícia e por forças políticas para criar um "clima de terror" e impedir a promulgação da nova Carta. Na noite do dia 30 do mesmo mês, diversas prisões foram realizadas, sendo em sua quase totalidade de dirigentes comunistas, à medida que parlamentares do PCB tinham suas moradias invadidas. No entanto, essas perturbações não impediram o início da votação da última parte da Constituição em 7 de setembro, as "Disposições transitórias", e a promulgação no dia 18.

### Substituição e presidência da Câmara dos Deputados
Depois que a Constituição foi aprovada, Dutra modificou seu ministério, substituindo Carlos Luz por Benedito Costa Neto no dia 2 de outubro. Surgiram rumores de que Luz concorreria às eleições de 19 de janeiro de 1947 ao governo de Minas Gerais, mas retirou sua candidatura para apoiar o ex-presidente Venceslau Brás. Nas eleições suplementares para a Câmara dos Deputados realizadas no mesmo período, Carlos Luz foi o único candidato eleito pelo PSD, tomando posse em 17 de março de 1947. Tornou-se no mesmo ano diretor-presidente do Banco Ribeiro Junqueira.
Em 11 de novembro de 1949, o deputado João Café Filho afirmou na Câmara que a candidatura de Carlos Luz à presidência da casa estava sendo cogitada por algum grupo político de Minas, sendo confirmado cinco dias depois com a divulgação da lista de nomes que não sofreriam objeção por parte da "ala liberal" do PSD mineiro. Luz foi reeleito para dois mandatos sucessivos na Câmara dos Deputados: em 3 de outubro de 1950, com 17 663 votos e exercendo a função de relator do orçamento da Fazenda na Comissão de Finanças da Câmara, e em 3 de outubro de 1954, com 29 280 votos. No segundo mandato, foi empossado em 1º de fevereiro de 1955 e eleito presidente da Câmara no dia seguinte.

## Presidente do Brasil

### Contexto

Carlos Coimbra da Luz, presidente da República, discursa por meio da A Hora do Brasil.

O governador de Minas Gerais na época, Juscelino Kubitschek, teve sua candidatura a presidência homologada em fevereiro de 1955, após convenção nacional do PSD. Seções estaduais de Pernambuco, Santa Catarina e Rio Grande do Sul, bem como representantes da Bahia e do Distrito Federal, recusaram-se a apoiar a candidatura ratificada, e formaram uma dissidência que propôs ao partido, como alternativa a Juscelino, os nomes de Etelvino Lins, Nereu Ramos e Lucas Lopes, além de Carlos Luz.
Juscelino e João Goulart foram eleitos com 35,6% e 44,3% dos votos como presidente e vice-presidente, respectivamente. Após a divulgação dos resultados, a União Democrática Nacional (UDN) realizou uma campanha liderada pelo deputado Aliomar Baleeiro contra a posse dos eleitos, alegando que eles não haviam obtido a maioria absoluta dos sufrágios. Henrique Teixeira Lott, ministro da Guerra, reiterou sua posição favorável à posse dos eleitos, mas a crise não foi solucionada.
A situação se agravou no dia 1 de novembro após o coronel Jurandir de Bizarria Mamede, durante o enterro do general Canrobert Pereira da Costa, que havia morrido no dia anterior, elogiar Canrobert por ter liderado o movimento de 1954 contra Vargas, afirmando que seria uma "indiscutível mentira democrática" permitir a "vitória da minoria", a posse de Juscelino e Goulart. Lott considerou o discurso uma demonstração de indisciplina, e julgou imprescindível a punição de Mamede, opinião contrária à do ministro da Aeronáutica, brigadeiro Eduardo Gomes.
Lott dependia do consentimento do presidente, Café Filho, para punir o coronel. Entretanto, na manhã do dia 3 de novembro, o presidente sofreu de um distúrbio cardiovascular, tendo sido internado no Hospital dos Servidores do Estado. Diante do imprevisto, Lott pediu ao brigadeiro Gervásio Duncan no dia 5 o retorno de Mamede às fileiras do Exército sob o argumento de que já se esgotara o prazo-limite de três anos permitido para um oficial servir na Escola Superior de Guerra (ESG). Entretanto, baseado em informações do comandante da instituição, almirante Ernesto Araújo, Duncan respondeu que Mamede ainda era necessário na escola.
No dia 5 de novembro, Carlos Luz visitou o Ministério da Guerra para se informar da situação do Exército. Nesta ocasião, Lott mostrou algumas soluções para punir Mamede e disse que, se nenhuma delas fosse adotada pelo presidente da República, pediria demissão do ministério. Carlos Lacerda continuava exigindo a intervenção dos militares, com a UDN prosseguindo na tentativa de impugnar a eleição de Kubitschek e Goulart. Também começou a circular em diversas unidades militares um boletim assinado pelo Movimento Militar Constitucionalista (MMC), com a denúncia da iminência de um golpe de Estado, que seria deflagrado possivelmente até o dia 20 de novembro sob a chefia do coronel Mamede.

### Posse, demissão de Lott e outros atos
No dia 8, em consequência de seu estado de saúde, Café Filho foi informado que deveria se afastar do governo por tempo indeterminado, por ordem médica. Então, comunicou os ministros de sua decisão de transmitir imediatamente o governo a Carlos Luz, que seria seu sucessor legal já que, segundo o artigo 79 da constituição brasileira de 1946, o presidente da Câmara dos Deputados deveria assumir a presidência, caso o presidente e o vice-presidente estivessem ausentes. Por volta das 17 horas, em "cerimônia simples" no Palácio do Catete, Luz foi empossado, e o deputado José Antônio Flores da Cunha assumiu a presidência da Câmara dos Deputados em seu lugar. Logo após, conferenciou com o ministro da Marinha Amorim do Vale, ministro da Aeronáutica Eduardo Gomes, ministro do Exterior Raul Fernandes e o chefe do Gabinete Militar Canavarro Pereira.

Não é possível prever o futuro. Parece-nos, entretanto, que as condições da vida nacional, as exigências de trabalho em todos os setores, estão a reclamar daquele clima de tranquilidade e de ordem, sem o qual é impossível manter-se num ritmo normal à vida nacional. Parece-nos que com essa substituição dar-se-á simplesmente o preenchimento, numa forma constitucional, de uma vaga ocorrida temporariamente, por motivo de saúde.

—Franco Montoro, 10 de novembro de 1955.
Na manhã do dia seguinte, Carlos Luz reuniu seu gabinete, onde foi comunicado aos ministros de Café Filho sua intenção de mantê-los nos cargos. Logo após, em audiência particular que começou às 11 horas, Lott pediu a Luz uma solução rápida para o caso Mamede. Luz acreditava que seria conveniente ouvir o consultor-geral da República, Temístocles Cavalcanti, mas Lott insistiu que se tratava de um assunto interno do Exército, e não de natureza jurídica. Entretanto, a opinião do presidente foi prevalecida, sendo marcada uma nova audiência entre ambos para o dia 10 às 18 horas.
Eurico Dutra se encontrou com Carlos Luz às 9 horas do dia 10, saindo meia hora depois. Quando perguntado, disse ao Tribuna da Imprensa que "não veio conferenciar sobre política" e disse não se importar com o "caso militar". Benedito Valadares, com o mesmo intuito, chegou às 9h25min, mas quando soube que Dutra já estava lá e que o Tribuna da Imprensa publicaria sua visita, disse que era melhor não entrar pois "vão dizer que vim conferenciar sobre a política nacional." Entrou três minutos após a saída de Dutra da casa, e disse que sempre tinha o hábito de visitar Carlos Luz. O presidente, quando perguntado pelo jornal às 10 horas sobre a solução do caso Mamede, respondeu: "Não sei ainda".
Na audiência marcada, Lott foi recebido com uma hora e meia de atraso, acompanhado por repórteres de rádio e flashes do palácio, acentuando o caráter crítico da situação. Após o início da audiência, o presidente comunicou a Lott o parecer de Cavalcanti, que era contrário à punição do coronel Mamede. Imediatamente, Henrique Lott colocou a pasta da Guerra à disposição de Luz, que não só aceitou seu pedido de demissão, como declarou que já havia pensado num substituto para o posto: o general Álvaro Fiúza de Castro. Substituir Lott já era uma intenção prévia de Luz, já que o Diário Oficial do dia 11, impresso na tarde do dia 10, antes da audiência, já trazia a notícia da indicação de Fiúza. Ao Correio da Manhã, Luz explicou sobre o caso Mamede que casos como esse seriam resolvidos "com base nas informações dos órgãos competentes", sem entrar em maiores detalhes.
Durante o curto período em que Carlos Luz foi presidente, fez poucos atos. No dia 9, foi noticiado que ele entregaria credenciais ao novo embaixador da Argentina, Felipe Espil, às 16 horas do dia seguinte. Outro ato que fez foi autorizar, em caráter excepcional, a cobrança de ágio de sete cruzeiros por dólar, para a compra de três lanchas destinadas à Guardamoria da Alfândega do Rio de Janeiro. Ele também autorizou o Banco do Brasil a adiantar a importância de 50 mil dólares ao Commodity Credit Corporation, do Departamento de Agricultura dos Estados Unidos, para atender despesas de transporte de leite em pó para a Campanha da Merenda Escolar.

### Impeachmente morte
A notícia da demissão de Lott provocou intensa atividade nos círculos políticos e militares ligados a Juscelino. Num primeiro momento, Lott não julgou conveniente tomar alguma medida para não alarmar a população, mas voltou atrás. Após uma reunião entre militares, passaram a ocupar pontos-chave da capital para forçar o governo a respeitar a disciplina militar, no dia 10. Na madrugada do dia seguinte, tropas interditaram o acesso ao Palácio do Catete, ocuparam os quartéis de polícia e a sede da companhia telefônica, bem como passaram a controlar as operações de telégrafo. Isto culminou no Movimento de 11 de Novembro, chefiado por Lott, que tinha como objetivo barrar a conspiração tramada pelo governo de impedir a posse de Juscelino e Goulart. Na manhã daquele dia, o Almirantado decidiu acatar a decisão que o Congresso Nacional viesse a tomar quanto ao problema presidencial, sendo revelada a existência de divisão no interior da Marinha.
Carlos Luz, alguns ministros, Carlos Lacerda, Mamede e outros tentaram se refugiar no cruzador Tamandaré, saindo às 9 horas, com rumo a Santos. Isso fazia parte de um plano para organizar a resistência em São Paulo, ideia que não funcionou, pois o general Olympio Falconière da Cunha partiu de carro para São Paulo a fim de garantir o sucesso do Movimento. No mesmo dia, Carlos Luz foi deposto, pois, conforme alegações, estaria ligado a conspiradores que queriam impedir a posse de Juscelino. Às 18h30min, Lott empossou Nereu Ramos, presidente do Senado Federal, na presidência da República até a saída de Café Filho do hospital, reconduzindo Lott à pasta da Guerra. Enquanto o Tamandaré ainda estava a caminho, recebeu quatro tiros de advertência dos canhões das fortalezas do Guanabara, que não foram respondidos por medo de atingir a população civil nas vizinhanças dos fortes.
O Tamandaré voltou ao Rio de Janeiro no dia 13, às 10h35min, junto com o cruzador Barroso. Às 1h20min do dia seguinte, apresentou sua renúncia à presidência da Câmara, pois o impeachment seria um "voto de desconfiança", mas ainda se manteve deputado. Luz entrou na Câmara dos Deputados e discursou, sendo recebido com alguns aplausos e vaias. Em um longo discurso, ele apresentou sua visão sobre o caso Mamede, a substituição do ministro da Guerra, a eclosão do movimento militar e a viagem para Santos a bordo do Tamandaré. Em 31 de janeiro, Nereu Ramos passou o governo a Juscelino Kubitschek.

Enterro de Carlos Luz. Em destaque, ao lado do caixão: Afonso Arinos e Carlos Lacerda.

Depois de seu impeachment, Carlos Luz teve uma atuação política ofuscada. Em 3 de outubro de 1958, foi mais uma vez eleito para a Câmara dos Deputados. Entre 1951 e 1957, integrou a diretoria da Associação Comercial do Rio de Janeiro. No dia 4 ou 5 de fevereiro de 1961, Carlos Luz estava em estado "gravíssimo" de saúde.  Foi de Brasília para o Rio acompanhado de um médico da Câmara Federal, e foi imediatamente internado no Hospital dos Servidores do Estado, devido a um ataque de uremia, e ficou sob rigorosa observação. Entretanto, morreu no dia 9, às 2h30min da madrugada. Quatro horas depois, na capela do hospital, foi celebrada missa de corpo presente. O corpo foi em seguida transportado para o Palácio Tiradentes, de onde saiu o féretro, às 17 horas, para o cemitério de São João Batista, onde foi sepultado. O governador de Guanabara, Carlos Lacerda, declarou luto oficial de três dias no estado.
É homenageado com seu nome na Avenida Presidente Carlos Luz em Belo Horizonte.
Patrono da Cadeira nº 13 da Academia Rotária de Letras da Cidade do Rio de Janeiro. Foi Associado do Rotary Club do Rio de Janeiro e seu presidente no período 1943-1944.

## Obras
Carlos Luz escreveu Viação rodoviária na Zona da Mata, tese apresentada no I Congresso de Municipalidades, em 1927, e Em defesa da Constituição, de 1956, além de outros trabalhos jurídicos, relatórios administrativos e discursos.